# Nationella Motståndsarmén
Nationella Motståndsarmén, National Resistance Army (NRA) började som en gerillaarmé i Uganda på 1980-talet, ledd av Yoweri Museveni. 
1986 tog NRA makten, efter fem år av blodigt uppror mot Milton Obotes och Tito Okellos regimer. Nationella Motståndsrörelsen bildades som politisk gren av NRA. Efter presidentvalen 1996, som sågs som legitimering av Musevenis styre, bytte NRA namn till Ugandiska Folkets Motståndsstyrka.